# Грін-банкський інтерферометр
Грін-банкський інтерферометр (англ. Green Bank Interferometer, GBI) — колишній радіоастрономічний телескоп, розташований у Грін-Банку, Західна Вірджинія (США) і керований Національною радіоастрономічною обсерваторією. Він включав три радіотелескопи в Обсерваторії Грін-Банк діаметром 85 футів (26 м), відомі як 85-1, 85-3 і 85-2, і четвертий телескоп, винесений далеко за межі обсерваторії. Працював з 1960-х до 2000 року.

## Історія

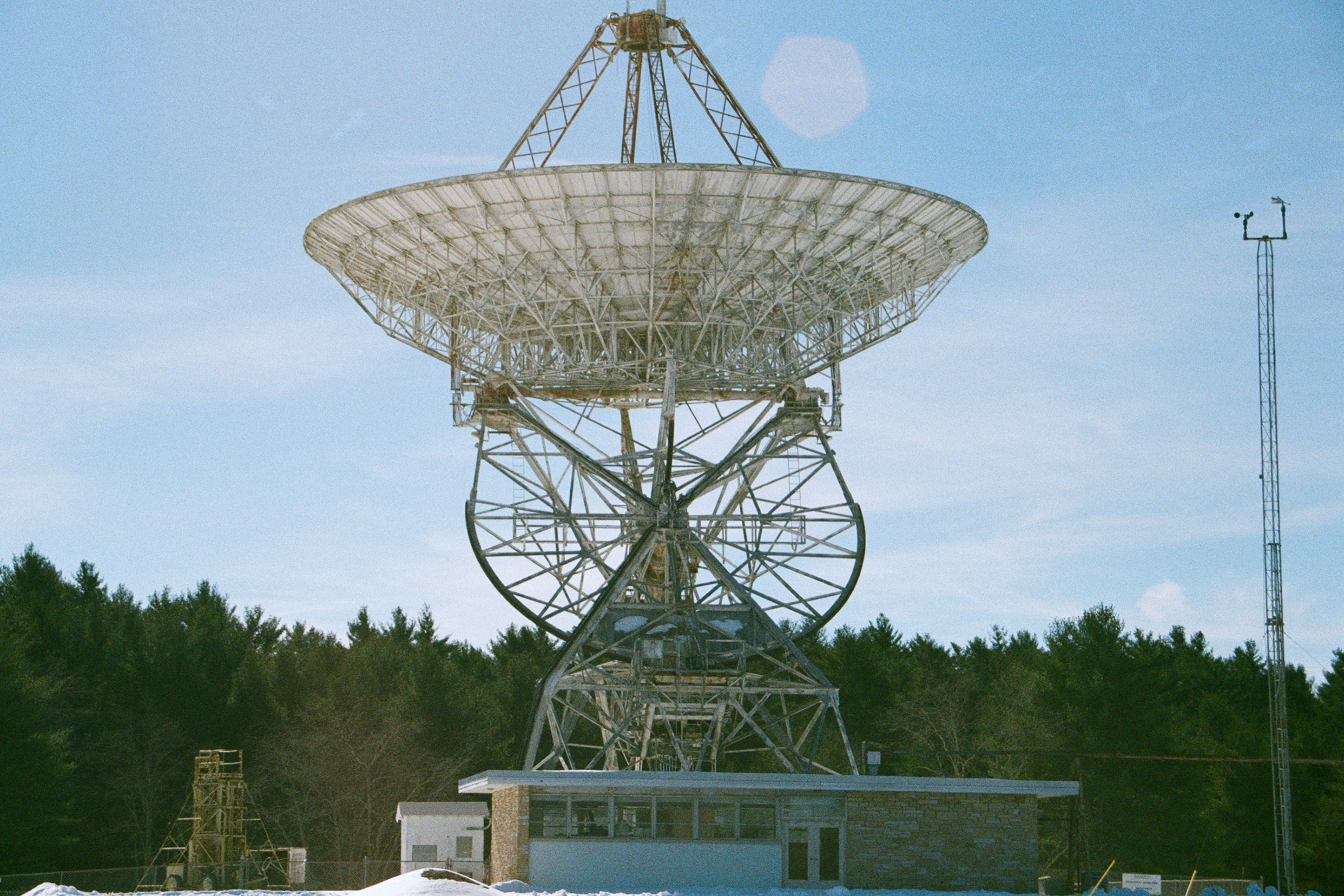
Телескоп 85-1

Перший телескоп, 85-1 або ж телескоп Говарда Тателя, побудували 1959 року. Його використовували в проєкті Озма 1960 року. У 1963 році, в очікуванні додавання рухомих телескопів для створення інтерферометра, замовили другий, ідентичний радіотелескоп, 85-2. Його будівництво закінчили в 1964 році. Тоді ж збудували колію між телескопами завдовжки 2,4 км. Два телескопи з'єднали кабелями й того ж року розпочали спільно працювати в тестовому режимі як двоелементний інтерферометр апертурного синтезу.

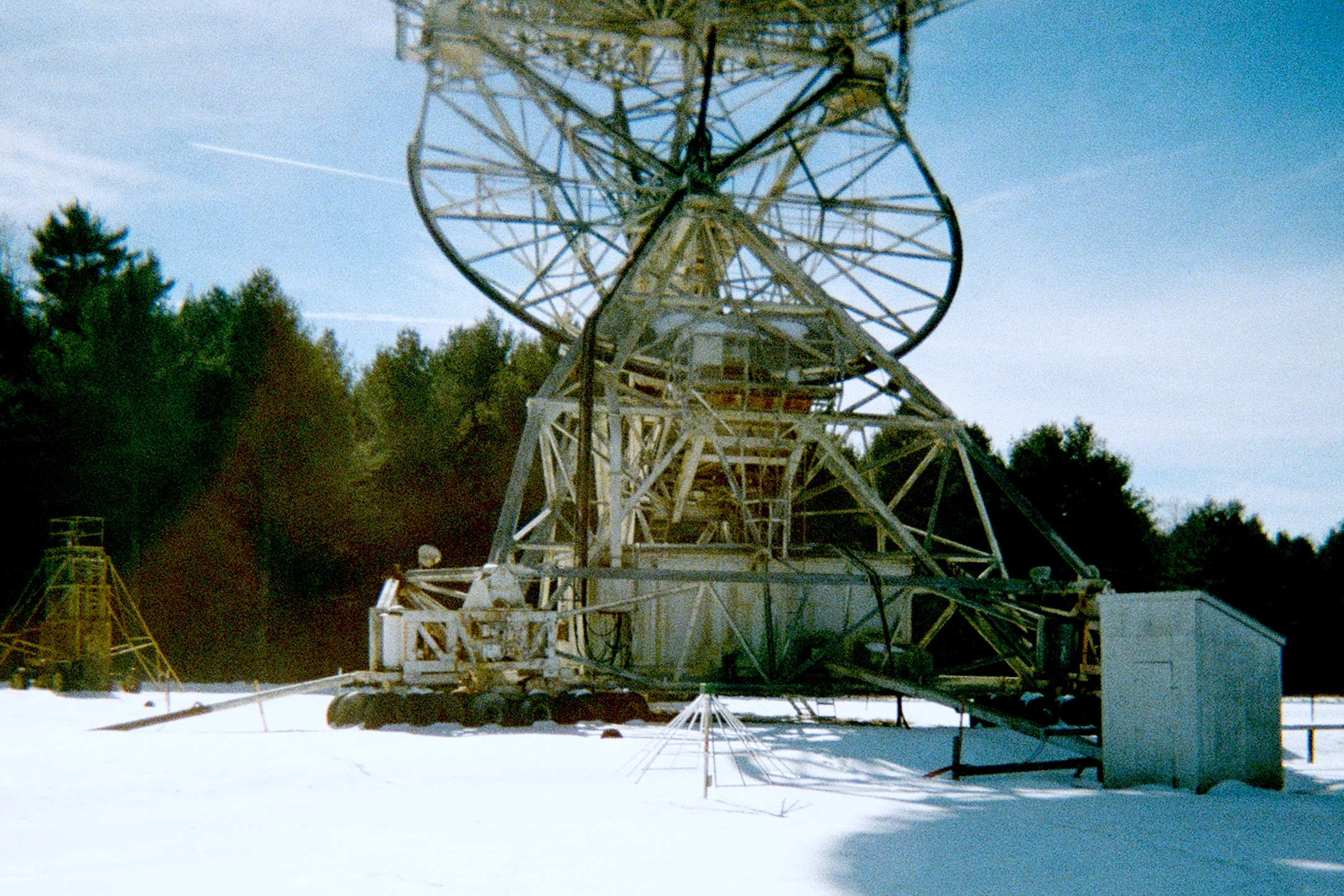
Пересувний телескоп 85-3 з шинами від вантажівки, здатний рухатися по колії

У 1967 році масив доповнили будівництвом третього телескопа, 85-3, який розташовувався посередині колії. І 85-2, і 85-3 мали колеса, які дозволяли пересувати їх вздовж колії для тестування різних базових ліній. Коротка доріжка істотно обмежувала роботу 3-елементного інтерферометра, тому для доповнення інтерферометра придбали 42-футовий (13 м) переносний телескоп. Його розмістили на відстані 13 км від Грін-Банка, а потім перемістили на 18 км, утворюючи Т-подібну конфігурацію з довжиною нижнього плеча літери Т, близькою до довжини кожного плеча Y-подібної конфігурації Дуже великого масиву, який тоді все ще перебував на стадії проєктування. Пізніше портативний телескоп встановили на вершині гори в Гантерсвіллі, Західна Вірджинія, у 42 км від Грін-Банка, що дорівнює найдовшій базовій лінії Дуже великого масиву. Портативний телескоп замінили 1973 року на 45-футовий (14 м) портативний телескоп, який використовувався до 1983 року.

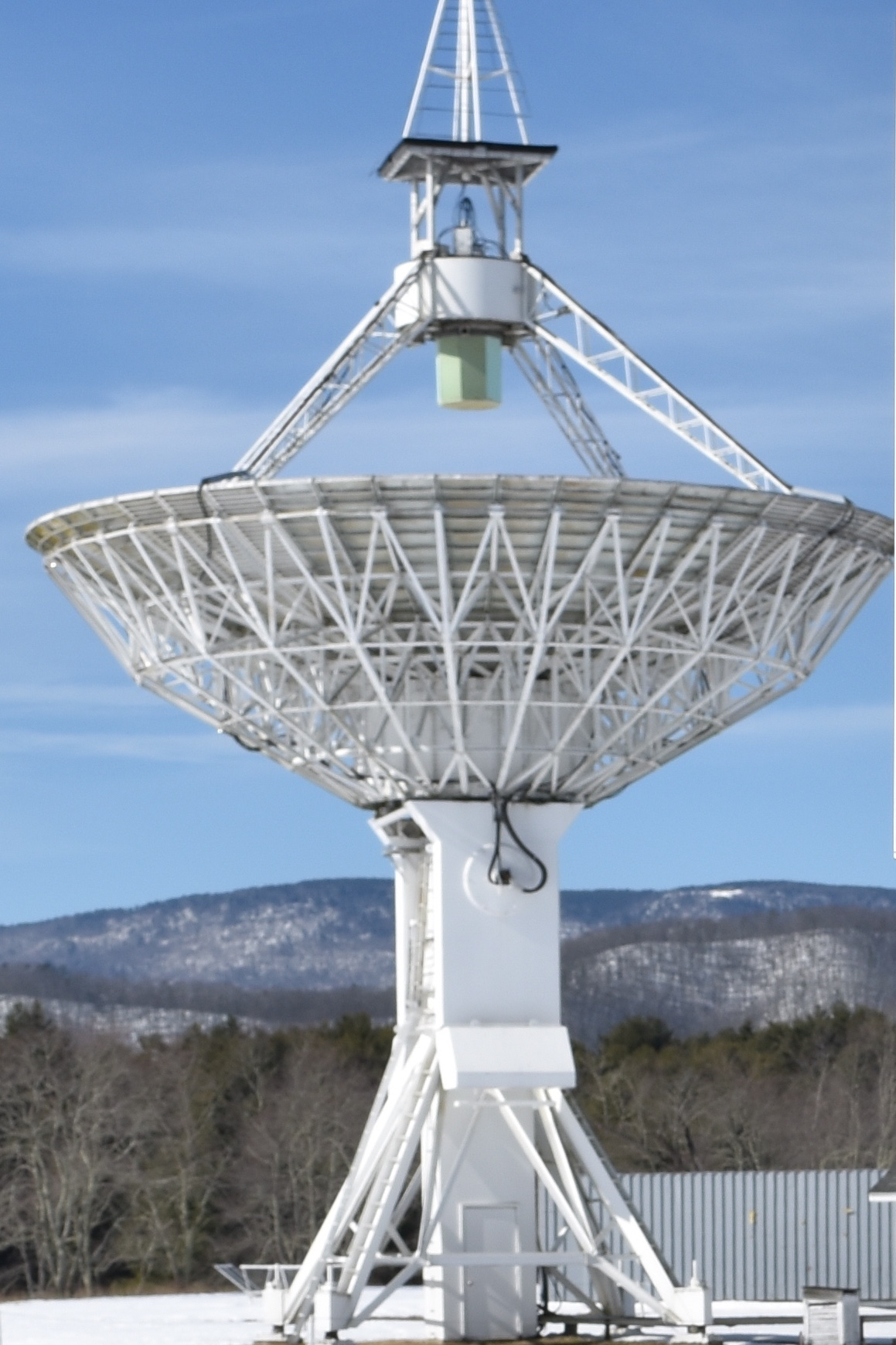
45-футовий телескоп після установки на стаціонарне монтування на майданчику Грін-Банк

З 1978 по 1996 рік Грін-банкський інтерферометр працював на підтримку геодезичних і астрономічних програм Військово-морської обсерваторії США і Дослідницької лабораторії Військово-морського флоту США. У 1979 році конфігурація інтерферометра включала телескопи 85-3 і 85-2 на відстанях 1,4 км і 2,4 км відповідно від 85-1, а портативний телескоп на відстані 35 км від Грін-Банка. У 1983 році 45-футовий (14 м) портативний телескоп повернули у Грін-Банк для іншої задачі — він мав стати станцією стеження за супутниками в мережі радіоінтерферометрії з наддовгою базою. Новий 46-футовий (14 м) портативний телескоп використовувався для роботи з інтерферометром до 1988 року, а потім Грін-банкський інтерферометр перетворили на 2-елементний інтерферометр, складений з телескопів 85-1 і 85-2. Телескоп 85-3 вилучили з масиву, і він надалі використовувався для геодезичної радіоінтерферометрії з наддовгою базою і як телескоп для моніторингу пульсарів.
Грін-банкський інтерферометр відновив роботу як інструмент радіомоніторингу 22 листопада 1996 року. Інструментом керувала Національна радіоастрономічна обсерваторія за підтримки програми НАСА з астрофізики високих енергій. Потім інструмент використовувався як інтерферометр з двома телескопами, які працювали одночасно на 2,25 і 8,3 ГГц для моніторингу транзієнтів, галактичних рентгенівських подвійних систем, джерел активних ядер галактик і джерел гамма-випромінювання. Найважливіші спостережувані джерела включали GRS 1915+105, GRO J1655-40, Лебідь X-3, Лебідь X-1, GRS 1716—249, SS 433 і LS I +61 303.
6 жовтня 2000 року роботу Грін-банкського інтерферометра припинено через брак фінансування.

## Технічні дані: 2-елементний інтерферометр
- Базова лінія: 2400 метрів за азимутом 62 градуси (рахуючи на схід від напрямку на північ).
- Діапазони: 8.3 ГГц (X-діапазон) і 2,25 ГГц (S-діапазон), ширина смуги пропускання 35 МГц.
- Приймачі: Кріогенне охолодження, подвійна частота, подвійна поляризація. Діапазони X і S спостерігаються одночасно як у правій, так і в лівій круговій поляризації.
- Температура системи: приблизно 35 K в S-діапазоні і 45 K в X-діапазоні.
- Чутливість: Середньоквадратичне значення шуму під час 5-хвилинного сканування становить приблизно 6 мЯн в S-діапазоні та 10 мЯн в X-діапазоні для точкових джерел.
- Мінімальний час інтегрування: 30 секунд.
- Роздільна здатність: приблизно 3 кутові секунди в X-діапазоні та 11 кутових секунд в S-діапазоні.